# Bogusław Saganowski
Bogusław Saganowski (ur. 6 marca 1977 w Łodzi) – polski piłkarz plażowy. Uczestnik Mistrzostw Świata 2006 oraz Mistrzostw Świata 2017.
Od 2019 do 2021 był zawodnikiem Futsal & Beach Soccer Kolbudy, w którym zakończył karierę.

## Osiągnięcia

### Drużynowe

#### Klubowe

##### W Polsce
| Turniej            | Miejsce | Ilość | Rok                                      |
| ------------------ | ------- | ----- | ---------------------------------------- |
| Mistrzostwa Polski | złoto   | 6x    | 2008, 2009, 2011, 2012, 2013, 2017       |
| Mistrzostwa Polski | srebro  | 2x    | 2015, 2016                               |
| Mistrzostwa Polski | brąz    | 1x    | 2014                                     |
| Puchar Polski      | złoto   | 7x    | 2008, 2009, 2010, 2011, 2012, 2016, 2017 |
| Puchar Polski      | srebro  | 1x    | 2015                                     |
| Superpuchar Polski | złoto   | 2x    | 2011, 2017                               |
| Superpuchar Polski | srebro  | 1x    | 2015                                     |

##### Poza Polską
| Turniej                    | Miejsce | Ilość | Rok  |
| -------------------------- | ------- | ----- | ---- |
| Mistrzostwa Włoch          | srebro  | 1x    | 2007 |
| Puchar Włoch               | srebro  | 1x    | 2008 |
| Mistrzostwa Ukrainy        | srebro  | 1x    | 2008 |
| Klubowe Mistrzostwa Świata | srebro  | 1x    | 2011 |
| Mistrzostwa Anglii         | srebro  | 1x    | 2017 |

| Turniej          | Miejsce      | Rok  | Klub            |
| ---------------- | ------------ | ---- | --------------- |
| Euro Winners Cup | 6. miejsce   | 2013 | Grembach Łódź   |
| Euro Winners Cup | 1/8 finału   | 2014 | Grembach Łódź   |
| Euro Winners Cup | faza grupowa | 2015 | Hemako Sztutowo |
| Euro Winners Cup | faza grupowa | 2017 | KP Łódź         |

#### Reprezentacyjne
| Turniej                       | Miejsce      | Rok  |
| ----------------------------- | ------------ | ---- |
| Europejska Liga Beach Soccera | brąz         | 2006 |
| Mistrzostwa Świata            | 11. miejsce  | 2006 |
| Mistrzostwa Świata            | faza grupowa | 2017 |
| turniej kwalifikacyjny do MŚ  | złoto        | 2016 |

### Indywidualne
| Turniej/mecz/plebiscyt                              | Nagroda                              | Rok  |
| --------------------------------------------------- | ------------------------------------ | ---- |
| Plebiscyt na najlepszego zawodnika sezonu w Europie | 2. miejsce                           | 2006 |
| Mecz Gwiazd Europy                                  | członek drużyny                      | 2007 |
| Puchar Polski                                       | MVP                                  | 2007 |
| Puchar Polski                                       | król strzelców (13 bramek)           | 2007 |
| Puchar Polski                                       | MVP                                  | 2011 |
| Puchar Polski                                       | król strzelców                       | 2013 |
| Europejska Liga Beach Soccera                       | MVP na Majorce                       | 2006 |
| Europejska Liga Beach Soccera                       | król strzelców w Rawennie (5 bramek) | 2011 |
| Europejska Liga Beach Soccera                       | MVP w Kijowie                        | 2013 |
| Europejska Liga Beach Soccera                       | król strzelców w Hadze (6 bramek)    | 2013 |
| turniej kwalifikacyjny do MŚ                        | król strzelców (14 bramek)           | 2012 |
| turniej kwalifikacyjny do MŚ                        | MVP                                  | 2016 |
| Mistrzostwa Polski                                  | król strzelców (21 bramek)           | 2009 |
| Mistrzostwa Polski                                  | król strzelców (10 bramek)           | 2014 |
| Mistrzostwa Polski                                  | król strzelców (13 bramek)           | 2017 |
| Ekstraklasa                                         | król strzelców (15 bramek)           | 2013 |
| Ekstraklasa                                         | król strzelców (13 bramek)           | 2016 |

## Życie prywatne
Piłkarz ma syna Eryka, który otrzymał imię na cześć idola Saganowskiego – Erica Cantony. Brat Marka Saganowskiego, reprezentanta Polski w piłce nożnej.